# Hubrettungsfahrzeug

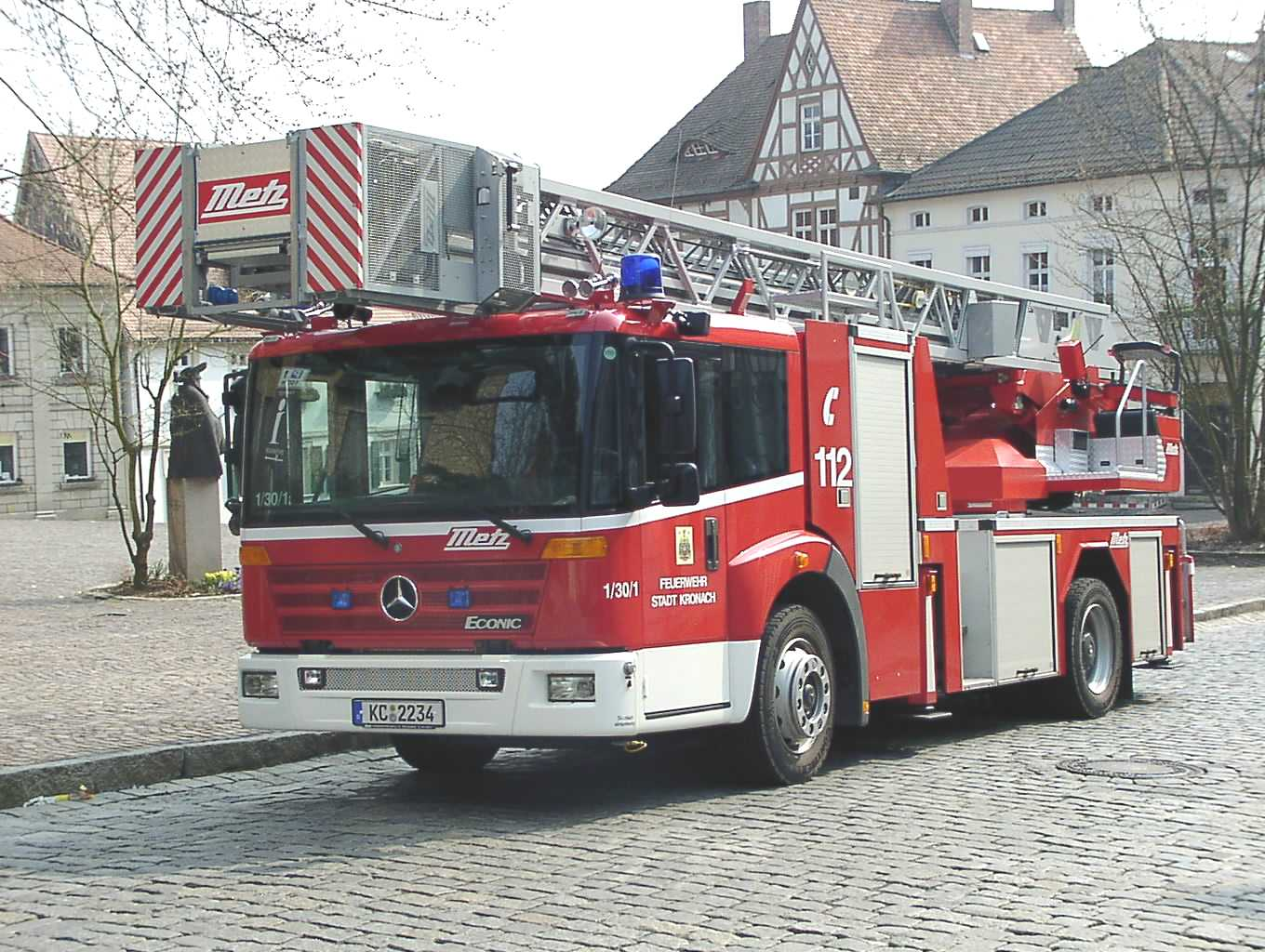
Drehleiter DLK 23-12

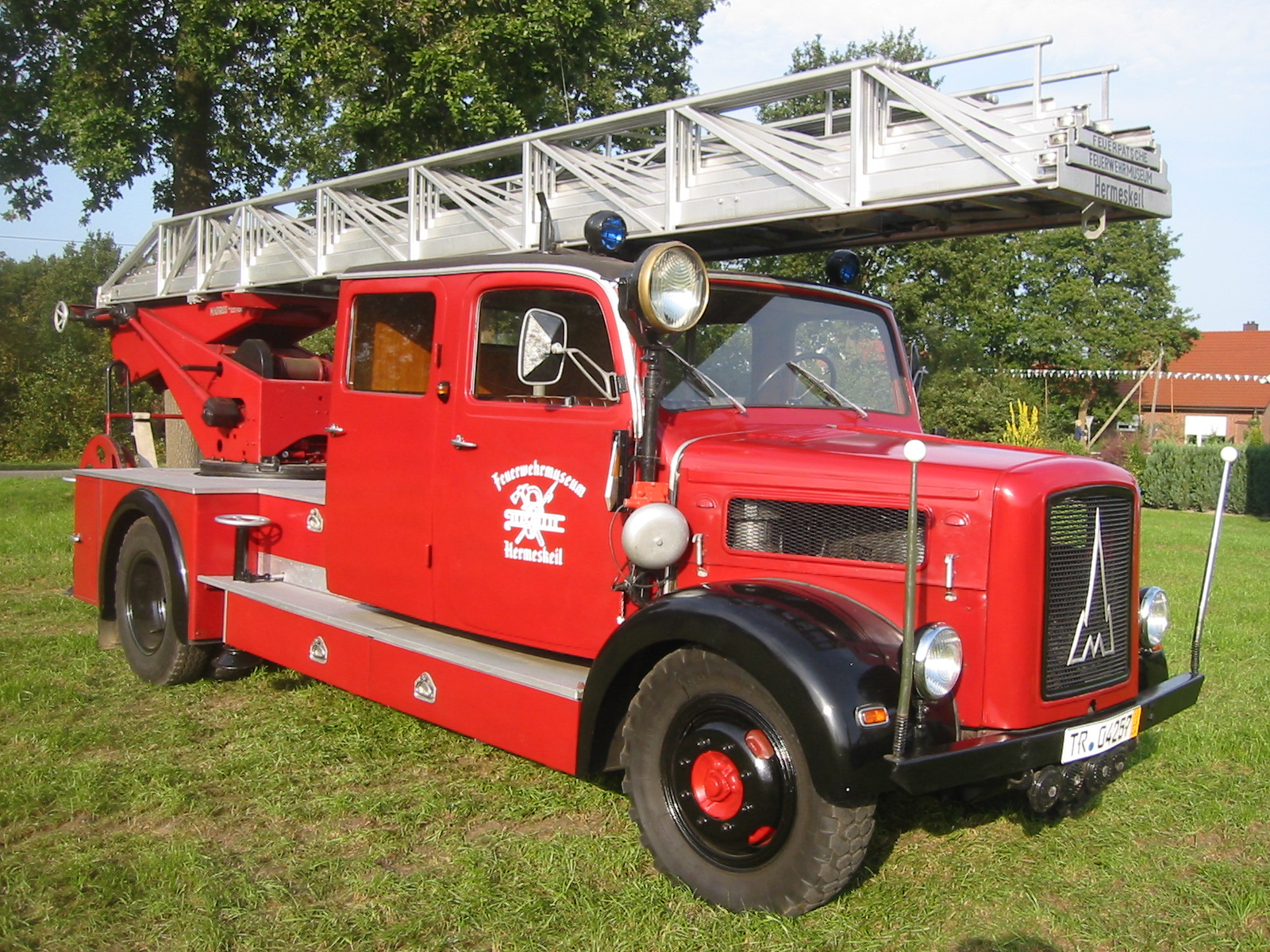
Historische Drehleiter von 1952 im rheinland-pfälzischen Feuerwehrmuseum Hermeskeil

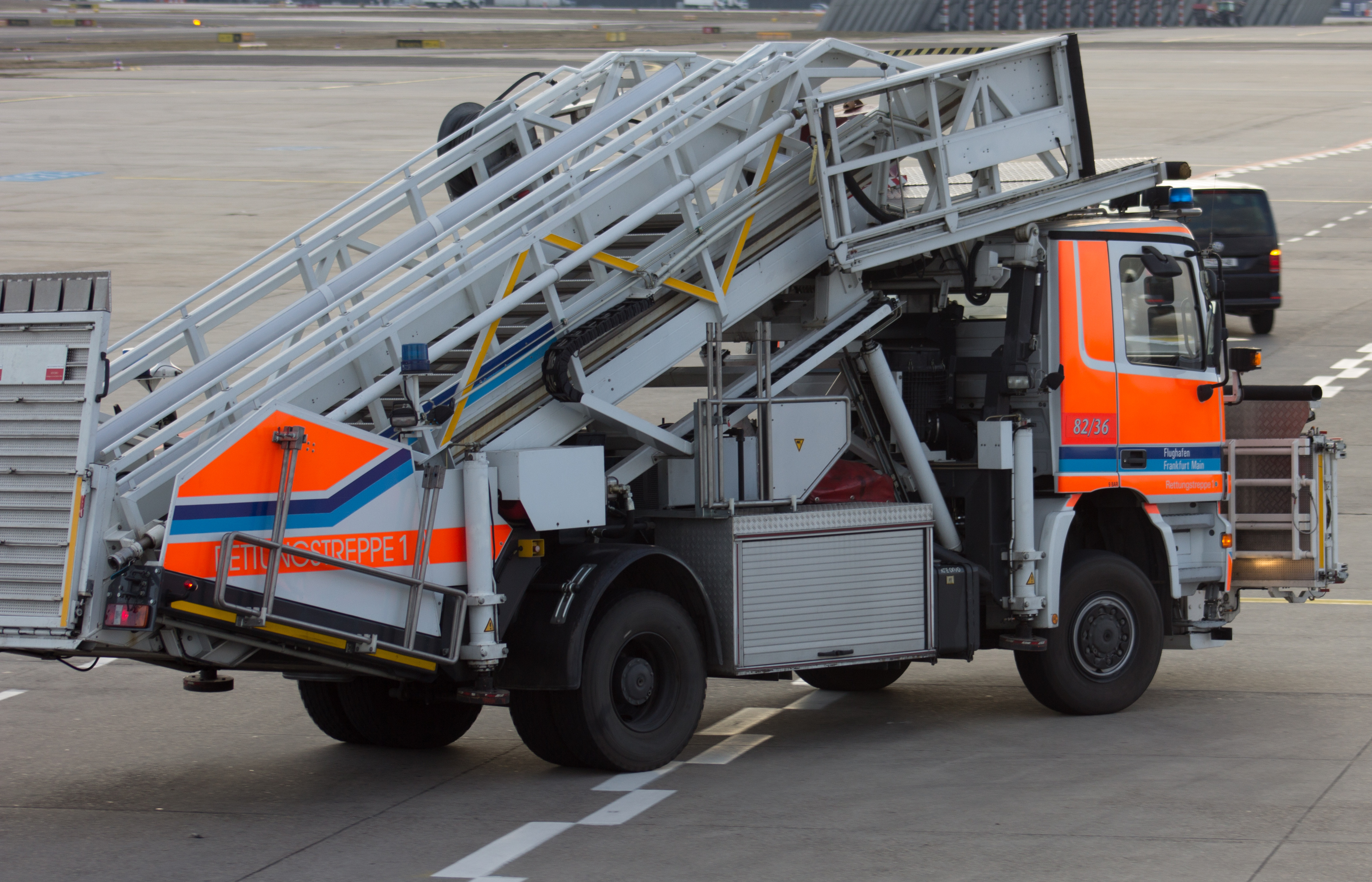
Das ehemalige Rettungstreppenfahrzeug Florian Frankfurt Flughafen 83/36-01 der Flughafenfeuerwehr Frankfurt am Main aus dem Jahr 1999

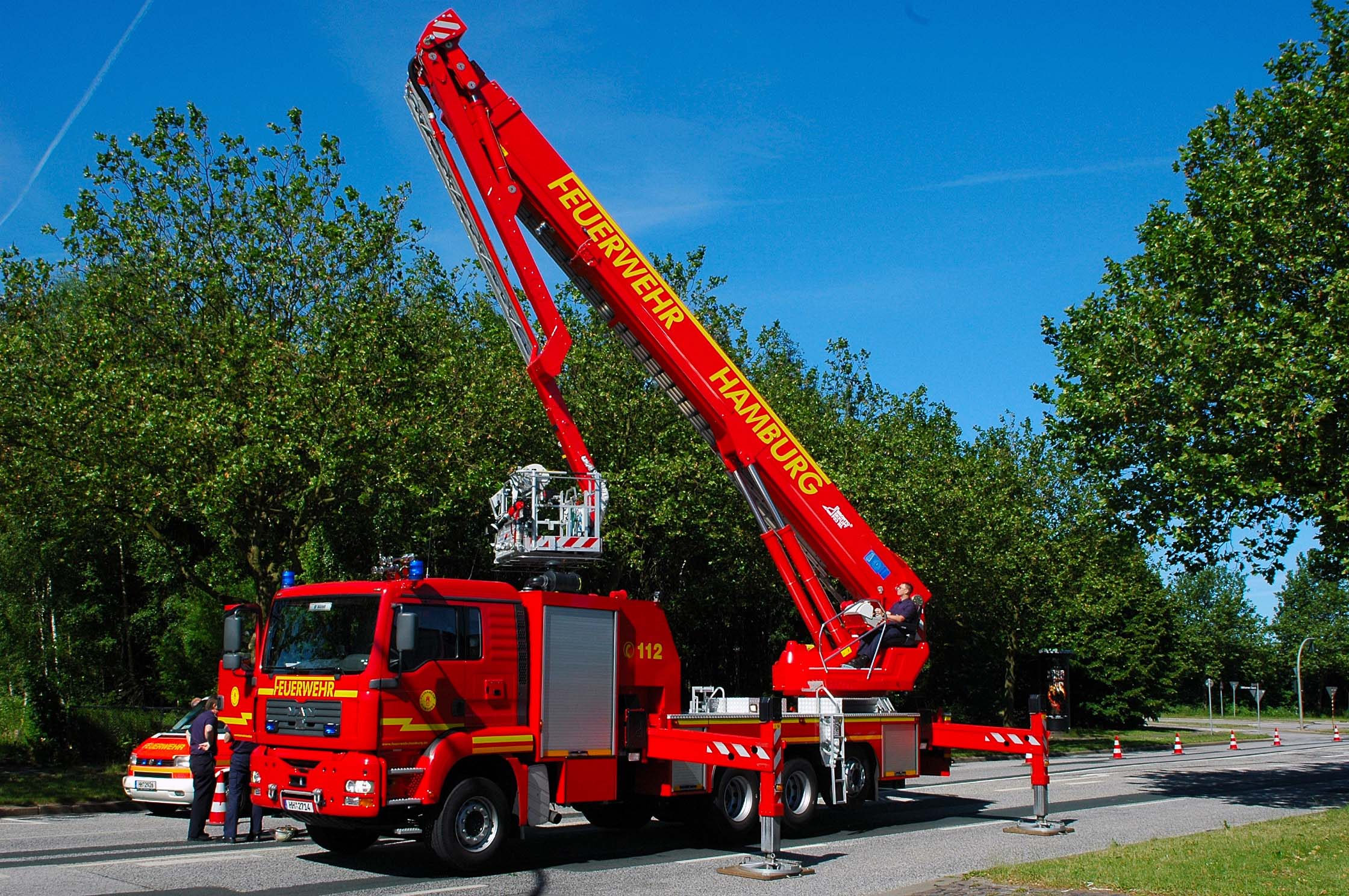
Teleskopgelenkmast TM 53

Hubrettungsfahrzeuge sind Fahrzeuge der Feuerwehr, die mit einem maschinell betriebenen Hubrettungssatz ausgerüstet sind.

## Verwendung und Typen
Überwiegend dienen Hubrettungsfahrzeuge zur Rettung von Menschen aus größeren Höhen. Des Weiteren werden diese Fahrzeuge auch zur Brandbekämpfung und technischen Hilfeleistung eingesetzt. Die sicherheitstechnischen Anforderungen für Deutschland richten sich nach DIN EN 1777: Hubrettungsfahrzeuge für Feuerwehren und Rettungsdienste, Hubarbeitsbühnen.
Das in Deutschland heute vorherrschende Hubrettungsfahrzeug ist die Drehleiter (DL, DLK) der Feuerwehr, insbesondere der genormte Standardtyp DLK 23-12, der mit seinem Rettungskorb eine Nennrettungshöhe von 23 Metern bei 12 Metern Nennausladung erreicht. In Freiwilligen Feuerwehren, und wo besonders große Höhen nicht zu überwinden sind, wird teilweise auch noch die Anhängeleiter eingesetzt. Gebäude, welche die Höhe von 22 Metern (Fußbodenhöhe eines Aufenthaltsraumes über Bodenniveau) überschreiten, gelten in Deutschland als Hochhäuser und müssen bautechnisch über zwei Rettungswege wie z. B. Sicherheitstreppenraum und Außentreppe verfügen.
Eine Alternative zur Drehleiter stellt der Teleskopmast (TM) mit Arbeitsbühne dar. Da dieser in der Regel über mehr Freiheitsgrade verfügt als die Drehleiter, können mit ihm Positionen angefahren werden die mit Drehleitern nicht erreichbar sind. Diesem Vorteil stehen als Nachteile die längere Rüstzeit gegenüber sowie bei den meisten Modellen das Fehlen einer durchgängigen Leiter zur schnellen Rettung einer größeren Personenzahl.
Weitere Systeme bei Hubrettungsfahrzeugen sind Gelenkmast, Leiterbühne sowie für Flugplatzfeuerwehren das Rettungstreppenfahrzeug (RTF).
Moderne Hubrettungsfahrzeuge haben meist eine Truppbesatzung. Zur feuerwehrtechnischen Ausstattung zählen in der Regel ein besonders langer, kupplungsloser Druckschlauch, der sich nicht in den Leitersprossen verhakt, sowie oft auch eine Vorrichtung zum Anbringen eines Wenderohres. Außerdem wird häufig ein Sprungretter mitgeführt.
Aufgrund der aufwendigen Technik sind Hubrettungsfahrzeuge besonders teure Feuerwehrfahrzeuge. Um eine solche Investition zu vermeiden, schränken Gemeinden beispielsweise eine mehr als dreigeschossige Bebauung ohne zweiten baulichen Rettungsweg ein.